# NGC 2075
NGC 2075是一个发射星云，NGC 2075內含疏散星团。NGC 2075位于山案座大麦哲伦星云中。该天体于1834年12月23日由天文學家約翰·弗里德里希·威廉·赫歇爾发现。